# Joaquim Montané i Martí
Joaquim Montané i Martí (de vegades escrit Muntané o Muntaner) (Sabadell, 1 de juny de 1901 - Sabadell, 3 de març de 1982) fou un futbolista català de la dècada de 1920.

## Trajectòria
Començà a jugar a futbol cap al 1916, a l'equip dels Pares Escolapis primer i al CE Sabadell més tard, on formà un equip que s'autoanomenava els tenórios, juntament amb homes com Antoni Estruch o Tena I. Debutà amb el primer equip l'any 1921, i hi romangué fins al 1926. Aquest any fitxà pel FC Barcelona, on hi jugà dues temporades, en les quals guanyà 2 campionats de Catalunya i un d'Espanya. Era un defensa científic, reposat i seré. No feia entrades terrorífiques, si no que utilitzava l'habilitat per robar les pilotes als davanters. Les lesions, i la seva feina a una fàbrica propiciaren que abandonés el futbol l'any 1928 quan encara era jove per continuar. Fou un habitual de la selecció catalana de futbol durant la dècada de 1920, disputant 8 partits entre 1924 i 1927 formant tàndem a la defensa amb homes com Massagué, Saprissa o Serra.

## Palmarès
- Copa d'Espanya: 1927-28
- Campionat de Catalunya: 1926-27, 1927-28
- Torneig de Campions: 1927-28